# Perpignan
Perpignan (catalansk: Perpinyà) er en kommune og by i Frankrig beliggende i departementet Pyrénées-Orientales og i regionen Occitanie (indtil 2016 Languedoc-Roussillon). Internt i Pyrénées Orientales ligger Perpignan i området Roussillon, hvori det er hovedby.
Som tidligere kontinental hovedstad for Kongeriget Mallorca danner Perpignan la catalane bro mellem den Iberiske halvø og Sydfrankrig. Indbyggerne i Perpignan hedder på fransk: Perpignanais/Perpignanaise og på catalansk: Perpinyanesos/Perpinyanencs.

## Geografi
Perpignan ligger midt på Roussillon-sletten. Byen er omgivet af Pyrenæerne mod syd, mod nordvest af regionen Corbières og mod øst af Middelhavet (13 km). Nabobyerne Pia og Cabestany er vokset helt sammen med Perpignan, mens Bompas, Saleilles, Canohès, Toulouges, Le Soler, Baho, Saint-Estève og Rivesaltes alle ligger tæt på bygrænsen. Nærmeste større byer er Narbonne mod nord (65 km), Montpellier mod nordøst (150 km), Barcelona mod syd (190 km) og Toulouse mod nordvest (200 km). Afstanden til Paris er 850 km.
Perpignan er nummer 29 på listen over Frankrigs største byer efter befolkningtal Det er den sydligste større franske by på fastlandet.
Byen er vokset meget gennem århundrederne og flere landsbyer er blevet integreret i byen. Nogle af de mest markante er Vernet, La Patte d'Oie og Saint-Gaudérique.
Floden Têt løber gennem Perpignan, ligesom dens biflod Basse går gennem centrum, før den løber ud i Têt. Byen ligger udsat for oversvømmelser. Særligt kraftige ramte byen i 1892 og 1986.
- Panorama fra Perpignans centrum. Til venstre ligger Place de la Résistance, hvor Boulevard Georges-Clemenceau og Boulevard Wilson mødes. Lidt til højre for midten står tårnet Castillet (El Castellet). På venstre side af den lille flod Basse ligger Quai Sadi-Carnot med hovedbygningerne for præfekturet og departementsrådet. På højre side ligger Quai Vauban med sine forretninger.

## Klima
Perpignan har middelhavsklima (Csa efter Köppens klimaklassifikation. Vinteren er mild (tretten dage med frost om året og sjældent sne), sommeren er varm og tør. Tramontanen, en vind fra nordvest, blæser ofte med kraftig styrke (typisk 1-4 dage) og giver en klar himmel. På årsbasis har byen næsten 300 solskinsdage. Der er mest nedbør efterår og vinter. Det årlige gennemsnit er 558 mm, hvilket er et af de laveste i Frankrig. Kraftige regnskyl, hvor der kommer flere måneders nedbør inden for 24 timer, forekommer. Den årlige gennemsnitstemperatur er 15,6 °C
| Klimadata for Perpignan (1981–2010 gennemsnit)           | Klimadata for Perpignan (1981–2010 gennemsnit) | Klimadata for Perpignan (1981–2010 gennemsnit) | Klimadata for Perpignan (1981–2010 gennemsnit) | Klimadata for Perpignan (1981–2010 gennemsnit) | Klimadata for Perpignan (1981–2010 gennemsnit) | Klimadata for Perpignan (1981–2010 gennemsnit) | Klimadata for Perpignan (1981–2010 gennemsnit) | Klimadata for Perpignan (1981–2010 gennemsnit) | Klimadata for Perpignan (1981–2010 gennemsnit) | Klimadata for Perpignan (1981–2010 gennemsnit) | Klimadata for Perpignan (1981–2010 gennemsnit) | Klimadata for Perpignan (1981–2010 gennemsnit) | Klimadata for Perpignan (1981–2010 gennemsnit) |
| Måned                                                    | Jan                                            | Feb                                            | Mar                                            | Apr                                            | Maj                                            | Jun                                            | Jul                                            | Aug                                            | Sep                                            | Okt                                            | Nov                                            | Dec                                            | År                                             |
| -------------------------------------------------------- | ---------------------------------------------- | ---------------------------------------------- | ---------------------------------------------- | ---------------------------------------------- | ---------------------------------------------- | ---------------------------------------------- | ---------------------------------------------- | ---------------------------------------------- | ---------------------------------------------- | ---------------------------------------------- | ---------------------------------------------- | ---------------------------------------------- | ---------------------------------------------- |
| Rekord maks                                              | 25,0                                           | 26,5                                           | 28,0                                           | 32,4                                           | 34,4                                           | 42,4                                           | 40,5                                           | 38,7                                           | 36,8                                           | 34,2                                           | 28,1                                           | 26,7                                           | 42,4                                           |
| Maks °C                                                  | 12,4                                           | 13,2                                           | 16,0                                           | 18,2                                           | 21,8                                           | 26,2                                           | 29,2                                           | 28,9                                           | 25,4                                           | 21,0                                           | 15,9                                           | 13,1                                           | 20,1                                           |
| Middel °C                                                | 8,3                                            | 9,0                                            | 11,5                                           | 13,7                                           | 17,0                                           | 21,4                                           | 24,1                                           | 23,9                                           | 20,5                                           | 16,7                                           | 12,0                                           | 9,1                                            | 15,6                                           |
| Min °C                                                   | 4,4                                            | 4,9                                            | 7,4                                            | 9,4                                            | 12,9                                           | 16,8                                           | 19,4                                           | 19,3                                           | 16,0                                           | 12,6                                           | 8,1                                            | 5,1                                            | 11,4                                           |
| Rekord min °C                                            | −8,2                                           | −11,0                                          | −5,9                                           | 0,2                                            | 2,4                                            | 7,4                                            | 11,2                                           | 10,4                                           | 5,0                                            | 1,2                                            | −5,7                                           | −6,3                                           | −11,0                                          |
| Nedbør mm                                                | 65,4                                           | 50,4                                           | 40,3                                           | 58,5                                           | 47,3                                           | 25,0                                           | 12,2                                           | 25,8                                           | 38,2                                           | 75,9                                           | 59,2                                           | 59,4                                           | 557,6                                          |
| Dage med nedbør                                          | 5,4                                            | 4,3                                            | 4,2                                            | 6,0                                            | 5,5                                            | 3,8                                            | 2,3                                            | 3,5                                            | 4,4                                            | 4,8                                            | 4,5                                            | 5,3                                            | 54,0                                           |
| Snevejrsdage                                             | 0,9                                            | 0,6                                            | 0,4                                            | 0,0                                            | 0,0                                            | 0,0                                            | 0,0                                            | 0,0                                            | 0,0                                            | 0,0                                            | 0,2                                            | 0,4                                            | 2,5                                            |
| Relativ fugtighed (%)                                    | 70                                             | 68                                             | 64                                             | 64                                             | 66                                             | 62                                             | 59                                             | 63                                             | 68                                             | 73                                             | 71                                             | 71                                             | 67                                             |
| Månedlige solskinstimer                                  | 141,2                                          | 160,8                                          | 209,6                                          | 218,0                                          | 235,8                                          | 268,9                                          | 298,2                                          | 267,4                                          | 222,2                                          | 167,6                                          | 149,2                                          | 126,1                                          | 2.464,9                                        |
| Kilde 1: Météo France                                    |                                                |                                                |                                                |                                                |                                                |                                                |                                                |                                                |                                                |                                                |                                                |                                                |                                                |
| Kilde 2: Infoclimat.fr (fugtighed og snedage, 1961–1990) |                                                |                                                |                                                |                                                |                                                |                                                |                                                |                                                |                                                |                                                |                                                |                                                |                                                |

## Historie

### Romersk periode
Perpignans historie begynder ikke før det 10. århundrede, men allerede fra omkring 500 fvt. boede et iberisk folk, sorderne, på Roussillon-sletten. Sorderne havde kulturelle og handelsmæssige forbindelser med de nærliggende græske byer Empúries i det nuværende Catalonien og Agde i Languedoc. Under den anden puniske krig kom romerne til området. Sent i det 2. århundrede fvt. blev området en del af den romerske provins Gallia Narbonensis.
På denne tid fandtes bosættelsen Ruscino (i dag Château-Roussillon eller Castell Rosselló), beliggende vest for det nuværende Perpignan. Ruscino var hovedsæde for romernes administration i regionen.
I romertiden måtte Ruscino konkurrere med Elne (Illiberis) om at være regionens hovedstad. Efter Romerrigets fald invaderede visigoterne området i 412. I dag er ingen spor efter visigoterne i Ruscino. Derimod grundlagde de bispedømmet Elne og Ruscino fik lov til at forfalde,. Visigoternes bosættelse i det iberisk-romanske område skabte fundamentet for det, som senere blev Catalonien.
Efter den mauriske invasion erobrede frankerne, først ved Pipin den Lille og endelig i 811 ved Karl den Store regionen. Det blev starten på karolingernes æra, hvor en række byer blev grundlagt på Roussillon-sletten, herimellem Perpignan få kilometer fra Ruscino.

### EfterRuscino
Perpignan bliver nævnt første gang i et dokument fra 927, hvor en person ved navn Aton sælger et stykke jord til Wadale, biskoppen af Elne:
…de, alio latere in ipso termino de la villa Cabestagnio et le terlio 1atere in ipso termino de villa Perpignano…
I 929 sælger Guisandus og hans kone Genta en vinmark tilhørende Villa Gothorum, som ligger på vejen der går fra landsbyen Villa Perpiniani til Orle. Endelig i 961 nævner grev Raymond II de Rouergue, markgreve af Gothien, i sit testamente den uafhængige by Perpignan
…illo alode de Perpiniani…
…som han deler i 3 til abbediet Saint-Pierre de Rodes og katedralerne i Girona og Elne. I 961 arvede Guilabert I grevskabet Roussillon fra sin far. Hans bror fik grevskabet Empúries. I 991 bosatte Guilabert sig i Perpignan, og gjorde den til hovedby i grevskabet. På denne tid omfattede Roussillon dog kun det kystnære område.

### Fra begyndelsen af middelalderen til Kongeriget Mallorca
Fra begyndelsen af det 10. århundrede gennemgik byen en kraftig udvikling. Som hovedby i Grevskabet Roussillon prøvede den at tiltrække biskoppen, som normalt residerede i Elne. Man byggede et slot, en kirke og et hospital. Alt sammen under Sankt Johannes' beskyttelse. I dag hedder kirken Saint-Jean-le-Vieux og ligger ved siden af katedralen, hospitalet er flyttet og ligger i dag nord for byen, men det har beholdt sit oprindelige navn Saint-Jean. Af slottet er der kun nogle underjordiske rum tilbage, som i dag ligger under skolen Cours Maintenon. På denne tid var byen, som de fleste andre i regionen, uden fæstninger.
I 1172 kom Roussillon og dermed Perpignan ind under den Aragonske krone.
I 1197 fik Perpignan status som en kommune. Dens indbyggere fik udstrakte privilegier, som valg af konsuler, der repræsenterede hver deres socialklasse.

### Hovedstad i Kongeriget Mallorca
Jakob 1. af Aragonien kaldet Erobreren, erobrede flere områder øst for Aragonien. De nye områder Balearerne og herskabet Montpellier blev sammen med Roussillon og Cerdagne lagt sammen til Kongeriget Mallorca, som han gav til sin søn Jakob. Fra 1276 til 1344 var Perpignan kongedømmets kontinentale hovedstad og oplevede her sin guldalder. Byens befolkning og størrelse firdobledes på mindre end et århundrede. I denne periode byggedes katedralen Saint-Jean-Baptiste og kongepaladset Palais des rois de Majorque (Mallorcakongernes Palads).
I denne periode gennemgik byen også en industriel og kommerciel udvikling, især inden for tekstiler. En ny og større bymur blev også bygget.
Den franske konge Filip 3. den Dristige døde i Perpignan den 5. oktober 1285.

### Fra genindlemmelsen i Kongeriget Aragonien til Frankrigs anneksion af Roussillon
I 1344 blev Kongeriget Mallorca igen indlemmet i Aragonien og Perpignan mistede sin status som hovedstad. Fra 1346 blev byen hårdt ramt af den sorte død. Der gik langt tid før byen rejste sig igen.
I 1463 besatte Ludvig 11. af Frankrig Perpignan, men byen gjorde oprør mod franskmændene i 1473. Efter en grusom belejring, som ophørte 2. februar 1475 blev byen tildelt titlen Fidelissima villa de Perpinyà (Den tro by Perpignan) af kongeriget Aragonien.
Senere, i 1493, gav Karl 7. af Frankrig provinserne Roussillon og Cerdagne tilbage til Aragonien og Kastilien som nu var i personalunion sammen.
Den spansk-franske rivalisering og de heraf følgende konflikter ødelagde Perpignans økonomiske muligheder. Byen blev af Filip 2. af Spanien forsynet med nye fæstningsværker.
Efter 1479 var Perpignan Spaniens forpost ved grænsen til Frankrig. I 1642 blev Perpignan erobret af Ludvig 13. af Frankrig og endeligt annekteret ved Pyrenæerfreden i 1659 sammen med Roussillon, Conflent, Vallespir, Capcir og Haute Cerdagne.

### Perpignan efter Pyrenæerfreden
Efter Perpignan igen var blevet fransk, blev byens forsvarværker kraftigt udbygget af Vauban, så den regnedes for at være uindtagelig. Forsvarsværkerne blev dog aldrig afprøvet i praksis, selvom det var tæt på under Pyrenæerkrigen.

I det 19. århundrede var byen blev alt for stor til at ligge inden for bymurene. En stor del af byens indbyggere boede allerede udenfor murene og indenfor var der pladsmangel. Byen ønskede at rive murene ned, men da fæstningsanlæggene tilhørte hæren, var det først i 1904 man kunne påbegynde nedrivelsen. I 1906 var arbejdet færdigt. De vigtigste levn i dag er Castillet og Mallorcakongernes palads. Mod øst er en del af muren stadig bevaret.
I 1962 fik Algeriet sin selvstændig og det startede en uventet masseudvandring af fransksindede fra Algeriet, de såkaldte pied-noirs (sortfødder). I løbet af året ankom næsten 30.000 pied-noirs med skib til Port-Vendres. En del af disse blev indlogeret i Perpignans ny bydel Moulin-à-Vent.

## Demografi
| 1793  | 1800   | 1806   | 1821   | 1831   | 1836   | 1841   | 1846   | 1851   |
| ----- | ------ | ------ | ------ | ------ | ------ | ------ | ------ | ------ |
| 9.134 | 10.415 | 12.499 | 14.864 | 17.114 | 17.618 | 20.792 | 22.706 | 21.783 |

| 1856   | 1861   | 1866   | 1872   | 1876   | 1881   | 1886   | 1891   | 1896   |
| ------ | ------ | ------ | ------ | ------ | ------ | ------ | ------ | ------ |
| 23.301 | 23.462 | 25.264 | 27.378 | 28.353 | 31.735 | 34.183 | 33.878 | 35.088 |

| 1901   | 1906   | 1911   | 1921   | 1926   | 1931   | 1936   | 1946   | 1954   |
| ------ | ------ | ------ | ------ | ------ | ------ | ------ | ------ | ------ |
| 36.157 | 38.898 | 39.510 | 53.742 | 68.835 | 73.962 | 72.207 | 74.984 | 70.051 |

| 1962                                                              | 1968    | 1975    | 1982    | 1990    | 1999    | 2006    | 2011    | 2017    |
| ----------------------------------------------------------------- | ------- | ------- | ------- | ------- | ------- | ------- | ------- | ------- |
| 83.025                                                            | 102.191 | 106.426 | 111.669 | 105.983 | 105.115 | 115.326 | 118.238 | 120.158 |
| Tal fra og med 1962 er uden dobbelttælling (sans doubles comptes) |         |         |         |         |         |         |         |         |

## Infrastruktur

### Jernbane
Perpignan har både regional, national og international jernbanetrafik. Banegården i byen betjenes af TGV, det spanske AVE, togene fra Intercités de nuit og den regionale del af TER.
På grund af forbindelesen Narbonne - Port-Bou og den nyere højhastighedsbane mellem Perpignan og Figueras er Perpignan et knudepunkt for jernbanetrafikken mellem Frankrig og Spanien.
TGV har daglige afgange til Paris (Gare de Lyon), Toulouse og Barcelona. AVE har også daglige afgange til Lyon, Marseille, Barcelona og Madrid. I weekenden kører TGV også til Belgien (Bruxelles uden skift via Lyon og Lille). Derudover kører Intercités de nuit til Paris (Gare d'Austerlitz) via Toulouse om sommeren og enkelte andre dage i løbet af året.
Lokaltrafikken afvikles af TER, som har flere daglige afgange til Narbonne, Carcassonne, Toulouse, Montpellier og Marseille. Mod vest er der via Prades forbindelse til Villefranche-de-Conflent, hvorfra man kan komme videre med en mindre bane til Mont-Louis og Latour-de-Carol.
Fragttog med frisk frugt og grøntsager er afgået fra Perpignan i årtier. To tog med kølevogne afgik på alle hverdage til Rungis i det sydlige Paris. Siden 2019 har denne forbindelse været lukket, da togvognene var nedslidte. Det har afstedkommet miljøprotester, da togene er blevet erstattet af et stort antal lastvogne..

### Lufthavn
Lufthavnen Perpignan-Rivesaltes (indtil 1977 La Llabanère) har nationale og internationale flyvninger (nogle er sæsonbetingede) til destinationer som Paris-Orly, Nantes, Lille, Calvi, Ajaccio, Birmingham, London-Stansted, Southampton, Dublin, Bruxelles, Oran, Marrakech og Amsterdam.

### Vejnet
Betalingsmotorvejen Autoroute A9 forbinder Perpignan med Narbonne mod nord og Barcelona mod syd (den spanske forlængelse af A9 er Autoroute AP-7). A9 er en af Frankrigs mest befærdede motorveje og hovedforbindelsen langs den vestlige middelhavskyst i Frankrig.
Udover A9 er der siden 1970'erne bygget en række motortrafikveje som forbinder Perpignan med med Rivesaltes og Le Barcarès mod nord, Canet-en-Roussillon mod øst, Côte Vermeille mod syd og senest mod vest til Ille-sur-Têt som en del af Route Nationale 116 til Andorra.
I 2010'erne blev der bygget en firesporet omfartsvej sydvest om Perpignan. Den første del, som løber fra hovedvejen langs Têt og sydpå parallelt med A9, blev åbnet i april 2013. Den er siden blevet forlænget til RD 914, som fører mod syd til Elne og Côte Vermeille.

### Sporvogne og busser
Fra 1900 til 1955 havde Perpignan sporvogne. Der var 4 linjer, hvoraf to gik ud af byen til henholdsvis Rivesaltes og Canet-en-Roussillon. Derudover var der to strækninger med lokaltog: Perpignan - Le Barcarès og Perpignan - Thuir. Forbindelsen til Thuir lukkede som den sidste for passagerer i 1953. Disse forbindelser blev erstattet med busser. Dog var der også en enkelt trolleybuslinje fra 1952 til 1968.
Busdriften i dag er organiseret i selskabet Sankéo, der dækker hele den interkommunale enhed Perpignan Méditerranée Métropole. Sankéo er en del af det spanske transportselskab Vectalia.

## Venskabsbyer
Perpignan har følgende venskabsbyer:
- Søsterbyer:
  -  Hannover, Tyskland, fra 1960
  -  Lancaster, Forenede Kongerige, fra 1962
  -  Lake Charles, USA, fra 1993
  -  Sarasota, USA, fra 1994 [17]
  -  Tyre, Lebanon, from 1997

- Partnerbyer:
  -  Girona, Spanien, fra 1988
  -  Barcelona, Spanien, fra 1994
  -  Figueres, Spanien, fra 1996
  -  Ma'alot-Tarshiha, Israel, fra 1998
  -  Tavira, Portugal, fra 2001

- Partnerregion:
  -  Generalitat de Catalunya, Spanien[18]